# Kaulungské opevněné město
Kaulungské opevněné město (čínsky 九龍寨城, anglicky Kowloon Walled City) bylo původně opevněné město na poloostrově Kau-lung v Hongkongu. Bylo založeno na místě malé pevnosti poté, co Čínská říše postoupila ostrov Hongkong Spojenému království. Jeho populace dramaticky vzrostla po japonské okupaci Hongkongu během druhé světové války. Do roku 1990 žilo v opevněném městě 50 000 obyvatel. A to na rozloze 2,6 hektaru. Od 50. do 70. let bylo řízeno místními triádami a mělo vysokou míru prostituce, hazardních her a zneužívání drog.
V lednu 1987 oznámila hongkongská vláda plán na demolici opevněného města. Po náročném procesu vystěhování byla demolice zahájena v březnu 1993 a dokončena v dubnu 1994. Městský park Kau-lun byl otevřen v prosinci 1995 a zabírá plochu bývalého opevněného města. V parku se zachovaly některé pozůstatky z opevněného města. Město se vyznačovalo vysokou hustotou populace, nízkým vlivem a dosahem úřadů a vlády, absencí zákonů a kriminalitou.

## Historie

### Vojenská základna

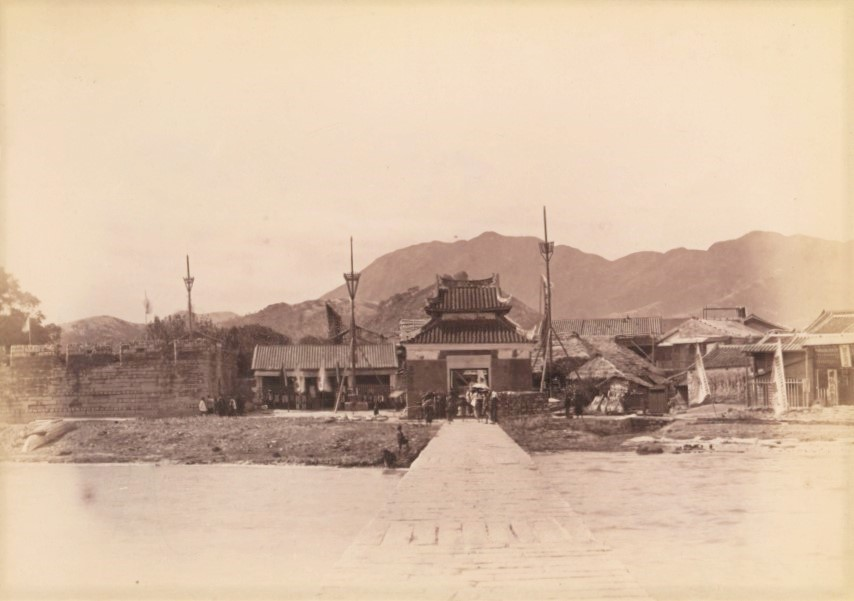
Kaulungská pevnost roku 1898

Kaulungské opevněné město svůj název dostalo až ve 20. století. První záznamy o tomto místě sahají až do dynastie Sung (960–1279), kdy zde bylo zázemí pro obchod se solí. Záznam z roku 1668 hovoří o tom, že v těchto místech byla vojenská posádka o 30 strážcích. V roce 1810 zde byla vybudována pevnost, poté co Číňané opustili pevnost Tung Lung. V roce 1842 přešel ostrov Hongkong Nankingskou smlouvou pod britskou správu.

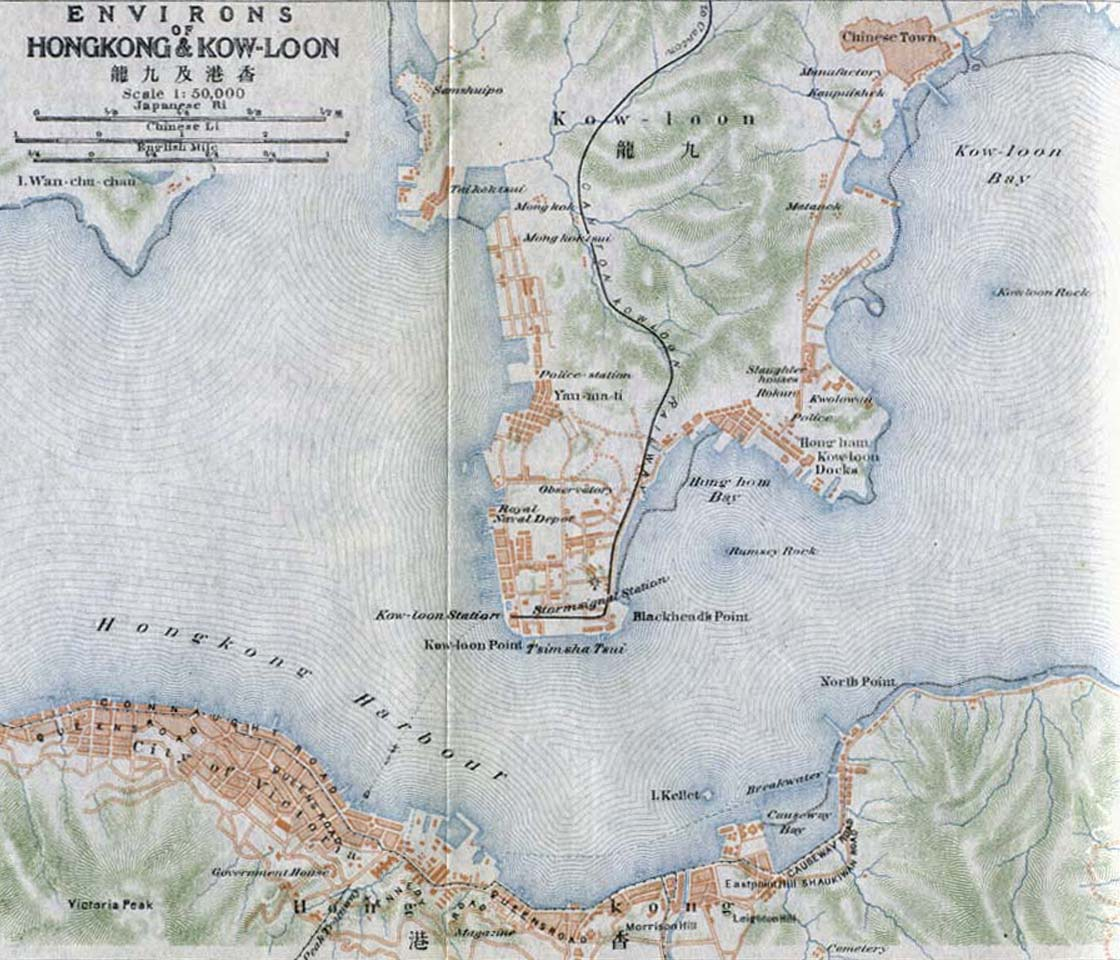
Mapa oblasti z roku 1915. Opevněné město vpravo nahoře, pojmenované Chinese town (čínské město)

Důsledkem bylo, že čínská samospráva považovala za nezbytné pevnost posílit kvůli ovládnutí oblasti a zamezení šíření britského vlivu. Pevnost byla roku 1847 opatřena opevněním a hradbami.
Později se Kaulungské opevněné město stalo enklávou, když bylo území Hongkongu (tzv. Nová teritoria) v roce 1898 pronajato Británii do správy, s výjimkou Kaulungského opevněného města. V té době žilo ve městě zhruba 700 obyvatel. Čína si ve městě ponechala vojenskou posádku, aby na něj dohlédla. Dne 14. dubna 1899 zaútočili Britové pod vedením sira Henryho Blakea na opevněné město, avšak zjistili, že čínská vojenská posádka je pryč. Dynastie Čching ukončila svou vládu v roce 1912 a opevněné město ponechala Britům. Ačkoli se Britové přihlásili k vlastnictví opevněného města, v následujících několika desetiletích se jeho rozvoji nevěnovali.
Protestantská církev zřídila v budově starého čínského správního úřadu starobinec a v dalších bývalých kancelářích školu a chudobinec. Kromě těchto institucí se však opevněné město stalo pro britské kolonisty a turisty pouhou kuriozitou. Na mapě z roku 1915 bylo označeno jako „čínské město“. V roce 1933 hongkongské úřady oznámily plány na demolici většiny rozpadajících se zděných budov města. Úřady kompenzovaly 436 squatterů, kteří tam žili, novými domy. Ten stejný rok (1933) protestovala čínská vláda proti plánu demolice a domáhala se jurisdikce nad městem. Čínská vláda pokračovala ve vyžadování své jurisdikce nad městem po celé roky 1935, 1936 a první polovinu roku 1937, dokud nezačala válka mezi Čínou a Japonskem.
V roce 1940 zůstala pouze budova úřadu, škola a jeden dům. Během japonské okupace Hongkongu v době druhé světové války zde rapidně narostl počet obyvatel. Období 50. až 70. let 20. století byla také éra, kdy městu vévodila prostituce, hazardní hry a užívání drog, to vše ovládané triádami vybírajícími od obyvatel města výpalné, až do jeho samotného zániku. V roce 1987 hongkongská vláda oznámila plán zřídit „Kaulungský park“. Po obtížném procesu vystěhovávání obyvatel města začaly demolice, které trvaly od března 1993 do dubna 1994. V prosinci 1995 byl na místě otevřen Kaulungský park. Některé historické artefakty a pozůstatky z dob pevnosti včak zůstaly na místě zachovány.

### Městské osídlení

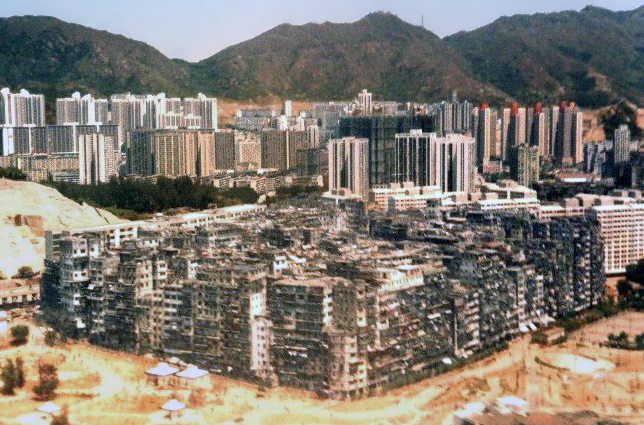
Moderní podoba osídlení na místě Kaulungského opevněného města v roce 1989.

V roce 1898 byl počet obyvatel odhadován na 700. Po skončení druhé světové války si Čína nárokovala Kaulungské opevněné město zpět a v roce 1947 jej obsadilo cca 2000 squatterů. Po neúspěšném pokusu o jejich vyhnání v roce 1948 přijali Britové politiku „přehlížení“ záležitostí týkající se opevněného města.

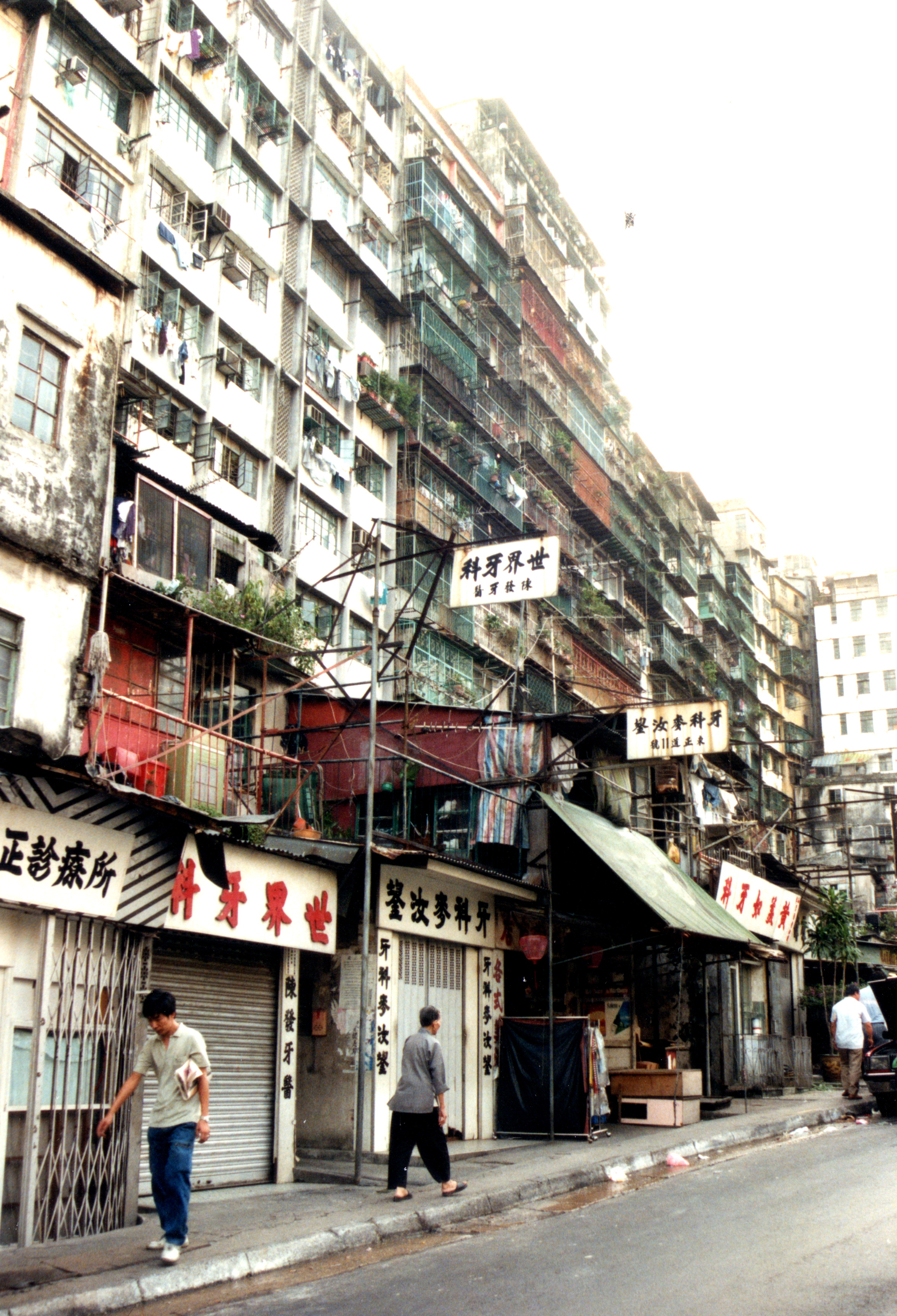
Okraj Kaulungského opevněného města s obchůdky a zubními ordinacemi v roce 1991

Opevněné město se stalo útočištěm pro kriminalitu a drogy. Teprve roku 1959, během soudu za vraždu, ke které došlo v opevněném městě, byla hongkongská vláda rozhodnuta získat jurisdikci ve městě. Už od padesátých let 20. století si Kaulungské opevněné město podmanily organizované zločinecké syndikáty – triády. Skupiny jako 14K a Sun Yee On ovládly tamní četné nevěstince, ilegální herny a drogová doupata. V letech 1973–1974 zde provedla policie cca 3500 zásahů, zatkla přes 2500 lidí a zabavila kolem 2 tun drog. I přes představy, ve kterých média město vykreslovala jako doupě zločinu, žili jeho obyvatelé velmi podobně jako ostatní obyvatelé Hongkongu.
Během šedesátých let 20. století započala ve městě masivní výstavba, kdy se stavěly nové modulární konstrukce. Město se stalo extrémně hustě osídlené a „svým světem“, enklávou s více než 33 000 lidmi ve 300 budovách zabírajících něco málo přes 2,8 hektaru. Výsledkem bylo, že město dosáhlo své maximální velikosti koncem sedmdesátých a na začátku osmdesátých let, kdy na stavěné budovy bylo uvaleno výškové omezení 13–14 podlaží kvůli letové dráze letadel směřujících k letišti Kai Tak. Kromě omezení výšky budov čelili obyvatelé vážnému znečištění hlukem kvůli blízkosti letiště. Osm obecních potrubí dodávalo vodu celému městu, i když více vody mohlo pocházet ze studní. Několik ulic bylo osvětleno světly, protože sluneční světlo zřídka dosáhlo nižších úrovní. Přestože se v posledních letech nekontrolovatelná kriminalita dřívějších desetiletí zmenšila, opevněné město bylo stále známé svým vysokým počtem nelicencovaných lékařů a zubařů, kteří tam mohli působit bez hrozby trestního stíhání.
Ačkoli bylo opevněné město po mnoho let semeništěm trestné činnosti, většina obyvatel nebyla zapojena do žádného zločinu a žila pokojně v jeho zdech. Uvnitř opevněného města vzkvétalo mnoho malých továren a podniků a někteří obyvatelé vytvořili skupiny, které organizovaly a zlepšovaly každodenní život. Pokus vlády zbourat v roce 1963 některé chatrče na kraji města vedl ke vzniku „antidemoličnímu výboru“, který sloužil jako základ pro vznik sdružení Kaifong. Do města byly postupně zvány charity, náboženské společnosti a další sociální skupiny. Zatímco lékařské kliniky a školy byly neregulované, hongkongská vláda poskytovala některé služby, jako dodávky vody a doručování pošty.

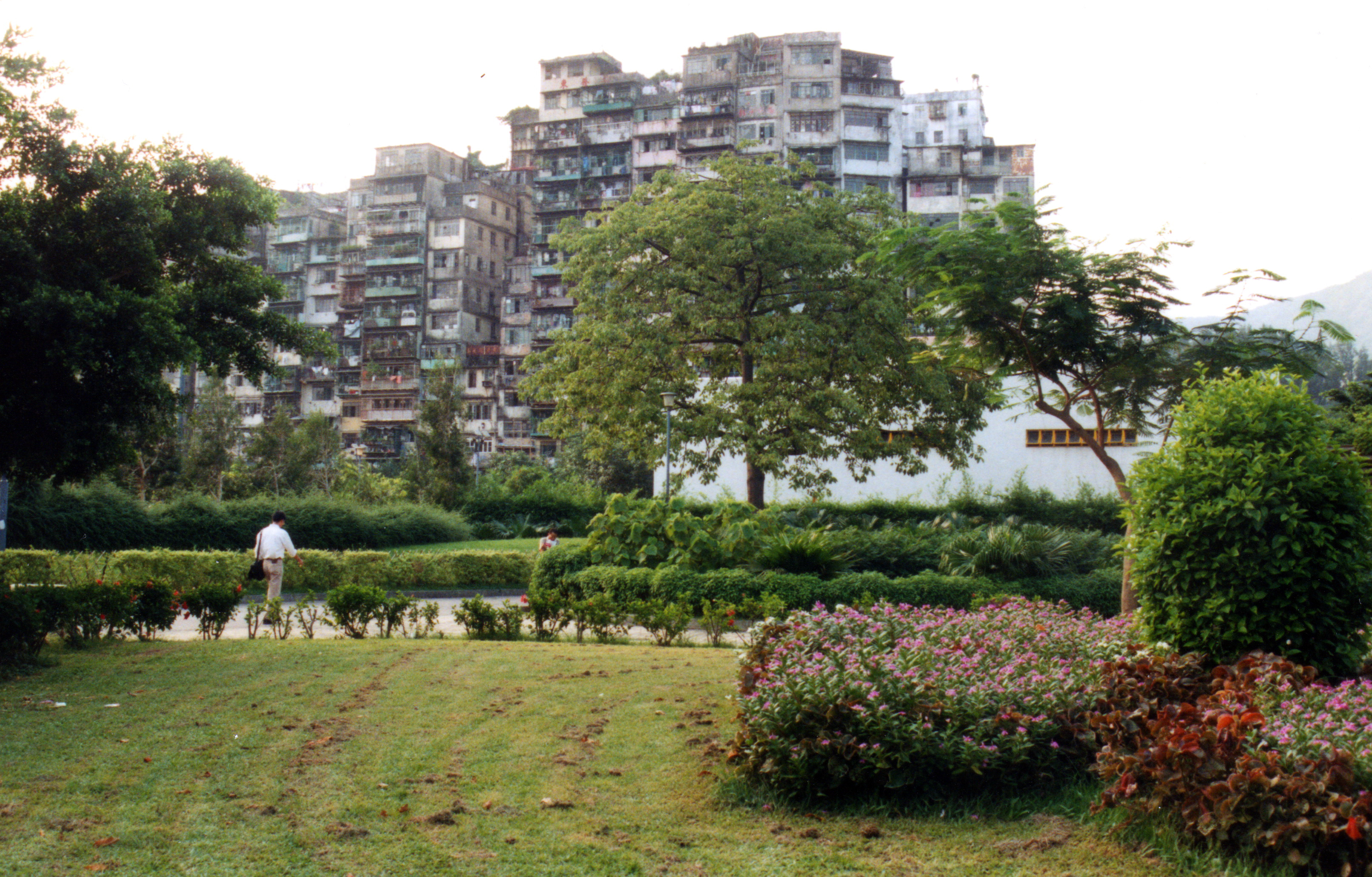
Vnější okraj města

Na konci osmdesátých let 20. století Kaulungské opevněné město připomínalo obrovský labyrint – mraveniště tmavých úzkých chodeb, do jejichž většiny se slunce nikdy nedostalo, ve kterých se nacházela špína, vlhkost a nezřídka i krysy či švábi. Podle německého dokumentu, který město zmapoval v roce 1989, jen minimum obyvatel platilo za elektřinu a ostatní ji odebírali ilegálně. Ještě před příchodem globalizace obyvatelé Kaulungského opevněného města v jeho útrobách tvrdě pracovali a společným faktorem práce bylo, že byla bez odborů, bez směrnic na jakost a bezpečnost, nekvalifikovaná, manuální, málo placená, dlouho trvající (časté byly 12hodinové směny) a často i dětská práce. Odběratelem a odbytištěm výrobků vyrobených v Kaulungském opevněném městě byl Hongkong, jehož továrny neměly šanci těmto výrobkům cenově konkurovat.

### Vystěhování a demolice

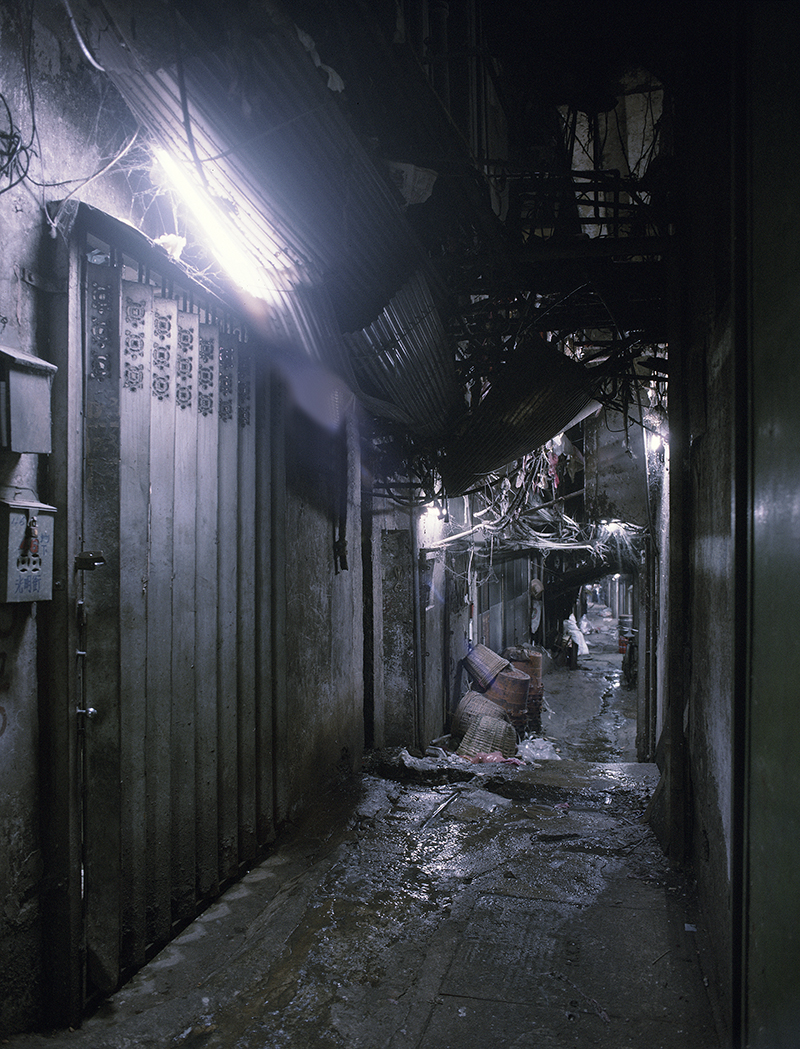
Zastřešená ulička ve městě

Kvalita života ve městě, zejména hygienické podmínky, zůstala daleko za zbytkem Hongkongu. Společné čínsko-britské prohlášení v roce 1984 položilo základy pro demolici města. Vzájemné rozhodnutí obou vlád strhnout opevněné město bylo oznámeno 14. ledna 1987. Dne 10. března 1987 v návaznosti na oznámení, že opevněné město bude přeměněno na park, tajemník okresní správy formálně požádal městskou radu, aby souhlasila s převzetím pozemků po demolici. Vzhledem k přítomnosti mnoha dalších zelených ploch v této oblasti, pochybovali úředníci z oddělení městských služeb o potřebě dalšího parku, ale rada přesto souhlasila s přijetím vládního návrhu pod podmínkou, že vláda ponese náklady na výstavbu parku.
Vláda poskytla částku 2,7 miliardy hongkongských dolarů (350 milionů amerických dolarů) jako náhradu přibližně 33 000 obyvatelům a podnikům města. Rozdělení peněz se realizovalo podle plánu vypracovaném zvláštním výborem hongkongského úřadu pro bydlení. Někteří obyvatelé však s odškodněním nesouhlasili a byli násilně vystěhováni v období od listopadu 1991 do července 1992.
Po čtyřech měsících plánování byla demolice opevněného města zahájena 23. března 1993 a byla dokončena v dubnu 1994. Výstavba městského parku Kau-lun začala následující měsíc.

## Obyvatelstvo

### Počet obyvatel
Počáteční populace města kolísala mezi nulou a několika stovkami a krátce po druhé světové válce začala stabilně růst. Odhady o počtu obyvatel kolísaly a byly nepřesné. Neformální odhady totiž také často mylně zahrnovaly sousední squatterskou vesnici Sai Tau Tsuen. Jedno z počítání obyvatel kolem roku 1990 jich udávalo na 50 000. Důkladný vládní průzkum v roce 1987 poskytl jasnější obrázek, podle něhož v opevněném městě žilo kolem 33 000 lidí. Na základě tohoto průzkumu mělo opevněné město v roce 1987 hustotu obyvatelstva přibližně 1 255 000 obyvatel na kilometr čtvereční, což z něj činilo nejhustěji osídlené místo na světě.

### Kultura
V reakci na obtížné životní podmínky vytvořili obyvatelé úzce spjatou komunitu, která si navzájem pomáhala snášet různé těžkosti. V rámci rodin manželky často prováděly úklid, zatímco babičky se staraly o vnoučata a další děti z okolních domácností. Střechy města představovaly důležitá shromažďovacími místa, zejména pro obyvatele, kteří žili v horních patrech budov. Rodiče je využívali k odpočinku a děti si tam po škole hrály nebo dělaly domácí úkoly. Správní budova na náměstí v samém srdci města byla také významným společenským centrem, místem pro obyvatele, aby si mohli popovídat, dát si čaj nebo sledovat televizi a zúčastnit se kurzů zaměřených například na kaligrafii. Středisko pro seniory také pořádalo náboženská setkání pro křesťany a jiné věřící. Mezi další náboženské instituce patřily chrámy Fuk Tak a Tin Hau, které se používaly pro kombinaci buddhistických, taoistických a animistických praktik.

## Dispozice a architektura
Navzdory své přeměně z pevnosti na městskou enklávu si opevněné město zachovalo stejné základní uspořádání. Původní pevnost byla postavena na svahu a sestávala z pozemku o rozloze 2,6 hektarů a o rozměrech přibližně 210×120 metrů. Kamenná zeď obklopující město byla zbořena v roce 1943.
Město významně nabylo na objemu během šedesátých a sedmdesátých let 20. století, od té doby se dříve nízkopodlažní město skládalo téměř výhradně z budov s 10 a více podlažími (s výraznou výjimkou náměstí v jeho středu). Avšak vzhledem k poloze letiště Kai Tak 800 metrů jižně od města, budovy nepřesáhly 14 podlaží. Dvoupodlažní osada Sai Tau Tsuen hraničící s opevněným městem na jihu a na západě byla v roce 1985 vyklizena a nahrazena parkem.
Desítky uliček města často široké pouze 1–2 metry a měly špatné osvětlení a odvodnění. Na horních patrech budov se vytvořila neformální síť schodišť a chodeb o takovém rozsahu, že umožňovala cestování celým městem od severu k jihu bez nutnosti jít po zemi. Stavba ve městě byla neregulovaná a většina ze zhruba 350 budov byla postavena se špatnými základy a malým nebo žádným vybavením. Protože byty byly malé – typická jednotka byla 23 m² – prostor byl maximalizován širšími horními patry, klecovými balkony a střešními doplňky. Střechy ve městě byly plné televizních antén, šňůr na oblečení, vodních nádrží a odpadků a bylo možné je překročit pomocí řady žebříků.

## Odkaz vkultuře

### Práce specificky dokumentující opevněné město
Kaulungské opevněné město fascinovalo a inspirovalo mnohé spisovatele, filmaře i herní vývojáře. Martin Booth se svých memoárech Gweilo zmínil o tom, jak prozkoumával opevněné město jako dítě v padesátých letech 20. století. Jackie Pullingerová psala ve své knize Crack in the Wall z roku 1989 o léčení zdejších drogově závislých obyvatel. Mezi známější literární díla, které se odehrávají mimo jiné v Kaulungském opevněném městě, patří Bourne's Supremacy Roberta Ludluma nebo non-fiction dílo cyberpunkového spisovatele Williama Gibsona nazvané Disneyland with the Death Penalty.
Kaulungské opevněné město posloužilo jako prostředí děje v několika filmech, například Long Arm of the Law z roku 1984 nebo ve známějším Krvavém sportu s Jean-Claudem Van Dammem z roku 1988. Film Crime Story s Jackiem Chanem z roku 1993 byl točen již v opuštěné části města, které se brzy mělo demolovat. Pozdější filmy si toto specifické prostředí vytvořily nebo se jím alespoň nechaly inspirovat. Patří mezi ně Batman Begins, Re-cycle, a také stolní RPG Shadowrun: Hong Kong, jež se částečně odehrává ve sci-fi verzi Kaulungského opevněného města. Opevněné město je také součástí hry Call of Duty: Black Ops z roku 2010.

### Knihy a výzkumné práce
- City of Darkness: Life in Kowloon Walled City, Ian Lambot (spisovatel, fotograf) a Greg Girard (fotograf), publikoval Wilhelm Ernst & Sohn, 1993, ISBN  9783433023556 a Watermark, 1999, ISBN 9781873200131
- City of Darkness: Revisited, Ian Lambot (spisovatel, fotograf) a Greg Girard (fotograf), publikoval Watermark, 2014, ISBN 9781873200889 (revidované vydání City of Darkness)
- Kjúrjúdžó Tanbó Makucu de Kurasu Hitobito: Město temnoty (九龍 城 探訪 魔窟 で 暮 ら す 人 々 -City of Darkness-, „Kowloon Walled City Exploration: People Who Live in the Devil's Den (City of Darkness)“), Ian Lambot (spisovatel, fotograf) a Greg Girard (fotograf), publikoval EastPress, 2004, ISBN 9784872574234 (japonské vydání City of Darkness)
- Daizukai Kjúrjúdžó (大 図 解 九龍 城, „Grand Kowloon Walled City Schematics“), od Kjúrjúdžó Tankentai (dále jen „Kowloon Walled City Exploration Team“), včetně Hitomi Terasawa (ilustrátor), Takajuki Suzuki (architekt) a Hiroaki Kani (vedoucí), publikoval Iwanami Šoten, 1997, ISBN 9784000080705
- Kjúrjúdžósai (九龍 城砦, „Kowloon Walled City“) autorů Rjúdži Mijamoto (fotograf), Hiroši Aramata (spisovatel) a Ken’iči Óaši (spisovatel), publikoval Heibonša, 1997, ISBN 9784582277364; Heibonša, 1998, ISBN 9784582277364; Heibonša, 1999, ISBN 9784582277364
- Saigo no Kjúrjúdžósai (最 期 の 九龍 城砦, „Konec opevněného města Kau-lung“), Šintaró Nakamura, publikoval Šinpuša, 1996, ISBN 9784883066469
- Architectural Study on the Kowloon Walled City: Preliminary Findings, Suenn Ho, publikoval Columbia University, 1992
- Ťiou-lung-čcheng čaj š’-chua (九龍 城寨 史話; „Kowloon Walled City's History”), Lu Ťin (鲁金), publikoval Joint Publishing, 1997, ISBN 9789620406829
- 九龍 城寨 ： 一個 特殊 社區 的 地理 透視; „Kowloon Walled City: A Geographical Perspective of a Special Community“, autor: Chuang Ťün-jao (黃鈞堯) a kol., vydaný Čínskou univerzitou v Hongkongu – katedra geografie, 1992
- FARMAX: Excursions on Density, Winy Maas, Jacob van Rijs a Richard Koek (hlavní přispěvatelé), publikoval 010 Publishers, 1998, ISBN 9789064502668; 010 Publishers, 2006, ISBN 9789064505874

### Dokumentární filmy
- The Walled City (城寨), jako součást Hong Kong Connection (鏗鏘 集), produkovaného Radio Television Hong Kong (RTHK), 1979
- Hongkongs geheime Stadt – Ein Labyrinth für 50,000 Menschen („Hong Kong's Secret City: A Labyrinth for 50,000 People“), produkoval Österreichischer Rundfunk (ORF), 1989
- Kowloon Walled City, jako součást Whicker's World, produkovaný ITV Yorkshire, 1980
- City of Imagination: Kowloon Walled City 20 years later (archivní záběry ORF a dokumentaristy Suenn Hoa), produkce The Wall Street Journal, 2014